# Baden-Württemberg járásai
Ez a lista Baden-Württemberg tartomány járásait sorolja fel táblázatos formában a hozzá tartozó településekkel együtt.
| Járás                          | Címer | Helységek a járásban | Helyjelölő térkép |
| ------------------------------ | ----- | --- | ----------------- |
| Alb-Donau járás                |       | Allmendingen Altheim Amstetten Asselfingen Ballendorf Balzheim Beimerstetten Berghülen Bernstadt Blaubeuren Blaustein Börslingen Breitingen Dietenheim Dornstadt Ehingen Emeringen Emerkingen Erbach Griesingen Grundsheim Hausen am Bussen Heroldstatt Holzkirch Hüttisheim Illerkirchberg Illerrieden Laichingen Langenau Lauterach Lonsee Merklingen Munderkingen Neenstetten Nellingen Nerenstetten Oberdischingen Obermarchtal Oberstadion Öllingen Öpfingen Rammingen Rechtenstein Rottenacker Schelklingen Schnürpflingen Setzingen Staig Untermarchtal Unterstadion Unterwachingen Weidenstetten Westerheim Westerstetten      |                   |
| Biberach járás                 |       | Achstetten Alleshausen Allmannsweiler Altheim Attenweiler Bad Buchau Bad Schussenried Berkheim Betzenweiler Biberach an der Riß Burgrieden Dettingen an der Iller Dürmentingen Dürnau Eberhardzell Erlenmoos Erolzheim Ertingen Gutenzell-Hürbel Hochdorf Ingoldingen Kanzach Kirchberg an der Iller Kirchdorf an der Iller Langenenslingen Laupheim Maselheim Mietingen Mittelbiberach Moosburg Ochsenhausen Oggelshausen Riedlingen Rot an der Rot Schemmerhofen Schwendi Seekirch Steinhausen an der Rottum Tannheim Tiefenbach Ummendorf Unlingen Uttenweiler Wain Warthausen                                                      |                   |
| Boden-tói járás                |       | Friedrichshafen Markdorf Meersburg Tettnang Überlingen Bermatingen Daisendorf Deggenhausertal Eriskirch Frickingen Hagnau am Bodensee Heiligenberg Immenstaad am Bodensee Kressbronn am Bodensee Langenargen Meckenbeuren Neukirch Oberteuringen Owingen Salem Sipplingen Stetten Uhldingen-Mühlhofen |                   |
| Breisgau-Hochschwarzwald járás |       | Bad Krozingen Breisach am Rhein Heitersheim Löffingen Müllheim Neuenburg am Rhein Staufen im Breisgau Sulzburg Titisee-Neustadt Vogtsburg im Kaiserstuhl Au Auggen Badenweiler Ballrechten-Dottingen Bollschweil Bötzingen Breitnau Buchenbach Buggingen Ebringen Ehrenkirchen Eichstetten am Kaiserstuhl Eisenbach Eschbach Feldberg (Schwarzwald) Friedenweiler Glottertal Gottenheim Gundelfingen Hartheim am Rhein Heuweiler Hinterzarten Horben Ihringen Kirchzarten Lenzkirch March Merdingen Merzhausen Münstertal/Schwarzwald Oberried Pfaffenweiler Schallstadt Schluchsee Sölden St. Märgen St. Peter Stegen Umkirch Wittnau |                   |
| Böblingen járás                |       | Böblingen Herrenberg Holzgerlingen Leonberg Renningen Rutesheim Sindelfingen Waldenbuch Weil der Stadt Aidlingen Altdorf Bondorf Deckenpfronn Ehningen Gärtringen Gäufelden Grafenau Hildrizhausen Jettingen Magstadt Mötzingen Nufringen Schönaich Steinenbronn Weil im Schönbuch Weissach |                   |
| Calw járás                     |       | Altensteig VVG Bad Herrenalb VVG Bad Liebenzell Bad Teinach-Zavelstein Bad Wildbad VVG Calw Haiterbach Nagold Neubulach Wildberg Althengstett Ebhausen Gechingen Neuweiler Oberreichenbach Ostelsheim Rohrdorf Schömberg Simmozheim Unterreichenbach |                   |
| Emmendingen járás              |       | Elzach Emmendingen Endingen am Kaiserstuhl Herbolzheim Kenzingen Waldkirch Bahlingen am Kaiserstuhl Biederbach Denzlingen Forchheim Freiamt Gutach im Breisgau Malterdingen Reute Rheinhausen Riegel am Kaiserstuhl Sasbach am Kaiserstuhl Sexau Simonswald Teningen Vörstetten Weisweil Winden im Elztal Wyhl am Kaiserstuhl |                   |
| Enz járás                      |       | Heimsheim Knittlingen Maulbronn Mühlacker Neuenbürg Birkenfeld Eisingen Engelsbrand Friolzheim Illingen Ispringen Kämpfelbach Keltern Kieselbronn Königsbach-Stein Mönsheim Neuhausen Neulingen Niefern-Öschelbronn Ölbronn-Dürrn Ötisheim Remchingen Sternenfels Straubenhardt Tiefenbronn Wiernsheim Wimsheim Wurmberg |                   |
| Esslingen járás                |       | Aichtal Esslingen am Neckar Filderstadt Kirchheim unter Teck Leinfelden-Echterdingen Neuffen Nürtingen Ostfildern Owen Plochingen Weilheim an der Teck Wendlingen am Neckar Wernau Aichwald Altbach Altdorf Altenriet Baltmannsweiler Bempflingen Beuren Bissingen an der Teck Deizisau Denkendorf Dettingen unter Teck Erkenbrechtsweiler Frickenhausen Großbettlingen Hochdorf Holzmaden Kohlberg Köngen Lenningen Lichtenwald Neckartailfingen Neckartenzlingen Neidlingen Neuhausen auf den Fildern Notzingen Oberboihingen Ohmden Reichenbach an der Fils Schlaitdorf Unterensingen Wolfschlugen                                  |                   |
| Freudenstadt járás             |       | Alpirsbach Dornstetten Horb am Neckar Baiersbronn Empfingen Eutingen im Gäu Glatten Grömbach Loßburg Pfalzgrafenweiler Schopfloch Waldachtal Wörnersberg Freudenstadt VVG |                   |
| Göppingen járás                |       | Donzdorf Ebersbach an der Fils Eislingen/Fils Geislingen an der Steige Göppingen Lauterstein Süßen Uhingen Wiesensteig Adelberg Aichelberg Albershausen Bad Boll Bad Ditzenbach Bad Überkingen Birenbach Böhmenkirch Börtlingen Deggingen Drackenstein Dürnau Eschenbach Gammelshausen Gingen an der Fils Gruibingen Hattenhofen Heiningen Hohenstadt Kuchen Mühlhausen im Täle Ottenbach Rechberghausen Salach Schlat Schlierbach Wangen Wäschenbeuren Zell unter Aichelberg |                   |
| Heidenheim járás               |       | Giengen an der Brenz Heidenheim an der Brenz Herbrechtingen Niederstotzingen Dischingen Gerstetten Hermaringen Königsbronn Nattheim Sontheim an der Brenz Steinheim am Albuch |                   |
| Heilbronn járás                |       | Bad Friedrichshall Bad Rappenau Bad Wimpfen Beilstein Brackenheim Eppingen Güglingen Gundelsheim Lauffen am Neckar Löwenstein Möckmühl Neckarsulm Neudenau Neuenstadt am Kocher Schwaigern Weinsberg Widdern Abstatt Cleebronn Eberstadt Ellhofen Erlenbach Flein Gemmingen Hardthausen am Kocher Ilsfeld Ittlingen Jagsthausen Kirchardt Langenbrettach Lehrensteinsfeld Leingarten Massenbachhausen Neckarwestheim Nordheim Obersulm Oedheim Offenau Pfaffenhofen Roigheim Siegelsbach Talheim Untereisesheim Untergruppenbach Wüstenrot Zaberfeld                                                                                   |                   |
| Hohenlohe                      |       | Forchtenberg Ingelfingen Krautheim Künzelsau Neuenstein Niedernhall Öhringen Waldenburg Bretzfeld Dörzbach Kupferzell Mulfingen Pfedelbach Schöntal Weißbach Zweiflingen |                   |
| Karlsruhe járás                |       | Bretten Bruchsal Ettlingen Kraichtal Östringen Philippsburg Rheinstetten Stutensee Waghäusel Bad Schönborn Dettenheim Eggenstein-Leopoldshafen Forst Gondelsheim Graben-Neudorf Hambrücken Karlsbad Karlsdorf-Neuthard Kronau Kürnbach Linkenheim-Hochstetten Malsch Marxzell Oberderdingen Oberhausen-Rheinhausen Pfinztal Sulzfeld Ubstadt-Weiher Waldbronn Walzbachtal Weingarten Zaisenhausen |                   |
| Konstanz járás                 |       | Aach Engen Konstanz Radolfzell am Bodensee Singen Stockach Tengen Allensbach Ludwigshafen am Bodensee Büsingen am Hochrhein Eigeltingen Gaienhofen Gailingen am Hochrhein Gottmadingen Hilzingen Hohenfels Moos Mühlhausen-Ehingen Mühlingen Öhningen Orsingen-Nenzingen Reichenau Rielasingen-Worblingen Steißlingen Volkertshausen |                   |
| Ludwigsburg járás              |       | Asperg Besigheim Bietigheim-Bissingen Bönnigheim Ditzingen Freiberg am Neckar Gerlingen Großbottwar Korntal-Münchingen Kornwestheim Ludwigsburg Marbach am Neckar Markgröningen Oberriexingen Remseck am Neckar Sachsenheim Steinheim an der Murr Vaihingen an der Enz Affalterbach Benningen am Neckar Eberdingen Erdmannhausen Erligheim Freudental Gemmrigheim Hemmingen Hessigheim Ingersheim Kirchheim am Neckar Löchgau Möglingen Mundelsheim Murr Oberstenfeld Pleidelsheim Schwieberdingen Sersheim Tamm Walheim |                   |
| Lörrach járás                  |       | Aitern Bad Bellingen Binzen Böllen Efringen-Kirchen Eimeldingen Fischingen Fröhnd Grenzach-Wyhlen Häg-Ehrsberg Hasel Hausen im Wiesental Inzlingen Kandern Kleines Wiesental Lörrach Malsburg-Marzell Maulburg Rheinfelden Rümmingen Schallbach Schliengen Schönau im Schwarzwald Schönenberg Schopfheim Schwörstadt Steinen Todtnau Tunau Utzenfeld Weil am Rhein Wembach Wieden Wittlingen Zell im Wiesental |                   |
| Main-Tauber járás              |       | Ahorn Assamstadt Bad Mergentheim Boxberg Creglingen Freudenberg Grünsfeld Großrinderfeld Igersheim Königheim Külsheim Lauda-Königshofen Niederstetten Tauberbischofsheim Weikersheim Werbach Wertheim Wittighausen |                   |
| Neckar-Odenwald járás          |       | Adelsheim Buchen Mosbach Osterburken Ravenstein Walldürn Aglasterhausen Billigheim Binau Elztal Fahrenbach Hardheim Haßmersheim Höpfingen Hüffenhardt Limbach Mudau Neckargerach Neckarzimmern Neunkirchen Obrigheim Rosenberg Schefflenz Schwarzach Seckach Waldbrunn Zwingenberg |                   |
| Ortenau járás                  |       | Achern Ettenheim Gengenbach Haslach im Kinzigtal Hausach Hornberg Kehl Lahr/Schwarzwald Mahlberg Oberkirch Offenburg Oppenau Renchen Rheinau Wolfach Zell am Harmersbach Appenweier Bad Peterstal-Griesbach Berghaupten Biberach Durbach Fischerbach Friesenheim Gutach Hofstetten Hohberg Kappel-Grafenhausen Kappelrodeck Kippenheim Lauf Lautenbach Meißenheim Mühlenbach Neuried Nordrach Oberharmersbach Oberwolfach Ohlsbach Ortenberg Ottenhöfen im Schwarzwald Ringsheim Rust Sasbach Sasbachwalden Schuttertal Schutterwald Schwanau Seebach Seelbach Steinach Willstätt                                                      |                   |
| Ostalb járás                   |       | Aalen Bopfingen Ellwangen Heubach Lauchheim Lorch Neresheim Oberkochen Schwäbisch Gmünd Abtsgmünd Adelmannsfelden Bartholomä Böbingen an der Rems Durlangen Ellenberg Eschach Essingen Göggingen Gschwend Heuchlingen Hüttlingen Iggingen Jagstzell Kirchheim am Ries Leinzell Mögglingen Mutlangen Neuler Obergröningen Rainau Riesbürg Rosenberg Ruppertshofen Schechingen Spraitbach Stödtlen Täferrot Tannhausen Unterschneidheim Waldstetten Westhausen Wört |                   |
| Rastatt járás                  |       | Bühl VVG Gaggenau Kuppenheim Lichtenau Au am Rhein Bietigheim Bischweier Bühlertal Durmersheim Elchesheim-Illingen Rheinmünster Sinzheim VVG Rastatt VVG Gernsbach Forbach |                   |
| Ravensburg járás               |       | Aulendorf Bad Waldsee Bad Wurzach Isny im Allgäu Leutkirch im Allgäu Ravensburg Wangen im Allgäu Weingarten Achberg Aichstetten Aitrach Altshausen Amtzell Argenbühl Baienfurt Baindt Berg Bergatreute Bodnegg Boms Ebenweiler Ebersbach-Musbach Eichstegen Fleischwangen Fronreute Grünkraut Guggenhausen Horgenzell Hoßkirch Kißlegg Königseggwald Riedhausen Schlier Unterwaldhausen Vogt Waldburg Wilhelmsdorf Wolfegg Wolpertswende |                   |
| Rems-Murr járás                |       | Backnang Fellbach Murrhardt Schorndorf Waiblingen Weinstadt Welzheim Winnenden Alfdorf Allmersbach im Tal Althütte Aspach Auenwald Berglen Burgstetten Großerlach Kaisersbach Kernen im Remstal Kirchberg an der Murr Korb Leutenbach Oppenweiler Plüderhausen Remshalden Rudersberg Schwaikheim Spiegelberg Sulzbach an der Murr Urbach Weissach im Tal Winterbach |                   |
| Reutlingen járás               |       | Bad Urach Hayingen Metzingen Münsingen Pfullingen Reutlingen Trochtelfingen Dettingen an der Erms Engstingen Eningen unter Achalm Gomadingen Grabenstetten Grafenberg Hohenstein Hülben Lichtenstein Mehrstetten Pfronstetten Pliezhausen Riederich Römerstein Sonnenbühl St. Johann Walddorfhäslach Wannweil Zwiefalten |                   |
| Rhein-Neckar járás             |       | Eberbach Eppelheim Hemsbach Hockenheim Ladenburg Leimen Neckarbischofsheim Neckargemünd Rauenberg Schönau Schriesheim Schwetzingen Sinsheim Waibstadt Walldorf Weinheim Wiesloch Altlußheim Angelbachtal Bammental Brühl Dielheim Dossenheim Edingen-Neckarhausen Epfenbach Eschelbronn Gaiberg Heddesbach Heddesheim Heiligkreuzsteinach Helmstadt-Bargen Hirschberg an der Bergstraße Ilvesheim Ketsch Laudenbach Lobbach Malsch Mauer Meckesheim Mühlhausen Neidenstein Neulußheim Nußloch Oftersheim Plankstadt Reichartshausen Reilingen Sandhausen Schönbrunn Spechbach St. Leon-Rot Wiesenbach Wilhelmsfeld Zuzenhausen         |                   |
| Rottweil járás                 |       | Dornhan Oberndorf am Neckar Rottweil Schiltach Schramberg Sulz am Neckar Aichhalden Bösingen Deißlingen Dietingen Dunningen Epfendorf Eschbronn Fluorn-Winzeln Hardt Lauterbach Schenkenzell Villingendorf Vöhringen Wellendingen Zimmern ob Rottweil |                   |
| Schwarzwald-Baar járás         |       | Bad Dürrheim Blumberg Bräunlingen Donaueschingen Furtwangen im Schwarzwald Hüfingen St. Georgen im Schwarzwald Triberg im Schwarzwald Villingen-Schwenningen Vöhrenbach Brigachtal Dauchingen Gütenbach Königsfeld im Schwarzwald Mönchweiler Niedereschach Schonach im Schwarzwald Schönwald im Schwarzwald Tuningen Unterkirnach |                   |
| Schwäbisch Hall járás          |       | Crailsheim Gaildorf Gerabronn Ilshofen Kirchberg an der Jagst Langenburg Schrozberg Schwäbisch Hall Vellberg Blaufelden Braunsbach Bühlertann Bühlerzell Fichtenau Fichtenberg Frankenhardt Kreßberg Mainhardt Michelbach an der Bilz Michelfeld Oberrot Obersontheim Rosengarten Rot am See Satteldorf Stimpfach Sulzbach-Laufen Untermünkheim Wallhausen Wolpertshausen |                   |
| Sigmaringen járás              |       | Bad Saulgau Gammertingen Hettingen Mengen Meßkirch Pfullendorf Scheer Sigmaringen Veringenstadt Beuron Bingen Herbertingen Herdwangen-Schönach Hohentengen Illmensee Inzigkofen Krauchenwies Leibertingen Neufra Ostrach Sauldorf Schwenningen Sigmaringendorf Stetten am kalten Markt Wald |                   |
| Tuttlingen járás               |       | Fridingen an der Donau Geisingen Mühlheim an der Donau Spaichingen Trossingen Tuttlingen Aldingen Balgheim Bärenthal Böttingen Bubsheim Buchheim Deilingen Denkingen Dürbheim Durchhausen Egesheim Emmingen-Liptingen Frittlingen Gosheim Gunningen Hausen ob Verena Immendingen Irndorf Kolbingen Königsheim Mahlstetten Neuhausen ob Eck Reichenbach am Heuberg Renquishausen Rietheim-Weilheim Seitingen-Oberflacht Talheim Wehingen Wurmlingen |                   |
| Tübingen járás                 |       | Mössingen Rottenburg am Neckar Tübingen Ammerbuch Bodelshausen Dettenhausen Dußlingen Gomaringen Hirrlingen Kirchentellinsfurt Kusterdingen Nehren Neustetten Ofterdingen Starzach |                   |
| Waldshut járás                 |       | Bad Säckingen Bonndorf im Schwarzwald Laufenburg St. Blasien Stühlingen Waldshut-Tiengen Wehr Albbruck Bernau im Schwarzwald Dachsberg Dettighofen Dogern Eggingen Görwihl Grafenhausen Häusern Herrischried Höchenschwand Hohentengen am Hochrhein Ibach Jestetten Klettgau Küssaberg Lauchringen Lottstetten Murg Rickenbach Todtmoos Ühlingen-Birkendorf Weilheim Wutach Wutöschingen |                   |
| Zollernalb járás               |       | Albstadt Balingen Burladingen Geislingen Haigerloch Hechingen Meßstetten Rosenfeld Schömberg Bisingen Bitz Dautmergen Dormettingen Dotternhausen Grosselfingen Hausen am Tann Jungingen Nusplingen Obernheim Rangendingen Ratshausen Straßberg Weilen unter den Rinnen Winterlingen Zimmern unter der Burg |                   |